# Physa megalochlamys
Physa megalochlamys är en snäckart som beskrevs av Taylor 1988. Physa megalochlamys ingår i släktet Physa och familjen blåssnäckor. IUCN kategoriserar arten globalt som otillräckligt studerad. Inga underarter finns listade i Catalogue of Life.